# Copa Mundial de Voleibol Femenino de 2019
La Copa Mundial de Voleibol Femenino de 2019 fue la XIX edición de este torneo de selecciones nacionales de voleibol femenino de la FIVB. Se llevó a cabo del 14 al 29 de septiembre de 2019 en Japón. Fue la primera vez que no se otorgaron cupos para el torneo de clasificación para los Juegos Olímpicos de Tokio 2020, solo se jugaron por los puntos de ranking.

## Proceso de clasificación
Referencia: Sitio oficial.
| Confederación | Vía de clasificación       | Fecha                 | Lugar                               | Cupos | Equipo                              |
| ------------- | -------------------------- | --------------------- | ----------------------------------- | ----- | ----------------------------------- |
| FIVB          | Sede                       | 31 de enero de 2013   | Lausana, Suiza                      | 1     | Japón                               |
| FIVB          | Campeonato Mundial de 2018 | 20 de octubre de 2018 | Japón                               | 1     | Serbia                              |
| AVC           | Ranking Mundial de ACV     | 1 de enero de 2019    | Bangkok, Tailandia                  | 2     | China Corea del Sur                 |
| CAVB          | Ranking Mundial de CAVB    | 1 de enero de 2019    | El Cairo, Egipto                    | 2     | Camerún Kenia                       |
| CEV           | Ranking Mundial de CEV     | 1 de enero de 2019    | Luxemburgo, Luxemburgo              | 2     | Rusia Países Bajos                  |
| CSV           | Ranking Mundial de CSV     | 1 de enero de 2019    | Río de Janeiro, Brasil              | 2     | Brasil Argentina                    |
| NORCECA       | Ranking Mundial de NORCECA | 1 de enero de 2019    | Santo Domingo, República Dominicana | 2     | Estados Unidos República Dominicana |

## Sedes
| Ciudad | 1.ª ronda       | 2.ª ronda                          | 3.ª ronda                                                     | Yokohama Osaka Sapporo Hamamatsu Toyama |
| A      | Yokohama        | Sapporo                            | Osaka                                                         | Yokohama Osaka Sapporo Hamamatsu Toyama |
| A      | Yokohama Arena  | Hokkaido Prefectural Sports Center | Osaka Municipal Central Gymnasium (Maruzen Intec Arena Osaka) | Yokohama Osaka Sapporo Hamamatsu Toyama |
| A      | Aforo: 12 000   | Aforo: 7 000                       | Aforo: 8 000                                                  | Yokohama Osaka Sapporo Hamamatsu Toyama |
| A      |                 |                                    |                                                               | Yokohama Osaka Sapporo Hamamatsu Toyama |
| B      | Hamamatsu       | Toyama                             | Osaka                                                         | Yokohama Osaka Sapporo Hamamatsu Toyama |
| B      | Hamamatsu Arena | Toyama City Gymnasium              | Osaka Prefectural Gymnasium (Edion Arena Osaka)               | Yokohama Osaka Sapporo Hamamatsu Toyama |
| B      | Aforo: 5 000    | Aforo: 5 000                       | Aforo: 5 000                                                  | Yokohama Osaka Sapporo Hamamatsu Toyama |
| B      |                 |                                    |                                                               | Yokohama Osaka Sapporo Hamamatsu Toyama |

## Conformación de rondas
| Grupo A                                                                               | Grupo B                                                                             |
| ------------------------------------------------------------------------------------- | ----------------------------------------------------------------------------------- |
| Japón (Local) Rep. Dominicana (10) Rusia (5) Camerún (17) China (2) Corea del Sur (9) | Estados Unidos (3) Brasil (4) Serbia (1) Países Bajos (7) Argentina (11) Kenia (20) |

| Grupo A                                                         | Grupo B                                                   |
| --------------------------------------------------------------- | --------------------------------------------------------- |
| Japón (Local) Rep. Dominicana China Estados Unidos Kenia Brasil | Corea del Sur Camerún Rusia Argentina Países Bajos Serbia |

| Grupo A                                                   | Grupo B                                                 |
| --------------------------------------------------------- | ------------------------------------------------------- |
| Argentina China Japón Rep. Dominicana Serbia Países Bajos | Camerún Rusia Corea del Sur Kenia Brasil Estados Unidos |

## Formato de competición
El torneo se desarrolla dividido en tres rondas.
En cada ronda los equipos fueron divididos en dos grupos de 6 equipos. En la primera ronda, en ambos grupos se juega con un sistema de todos contra todos. En la segunda y tercera ronda, en cada grupo solo se enfrentan los equipos que no hayan compartido grupo en la primera ronda. Los equipos son ordenados según los resultados obtenidos en todos sus partidos de acuerdo a los siguientes criterios de clasificación:
- Número de partidos ganados y perdidos.
- Puntos obtenidos, los cuales son otorgados de la siguiente manera:
  - Partido con resultado final 3-0 o 3-1: 3 puntos al ganador y 0 puntos al perdedor.
  - Partido con resultado final 3-2: 2 puntos al ganador y 1 punto al perdedor.
- Proporción entre los sets ganados y los sets perdidos (Sets ratio).
- Proporción entre los puntos ganados y los puntos perdidos (Puntos ratio).
- Resultado del partido entre los equipos implicados.

## Resultados
- Las horas indicadas corresponden al huso horario local de Japón (Hora estándar de Japón – JST): UTC+9.

     – Campeón.
|     |                      | Partidos | Partidos | Partidos |     | Sets | Sets | Sets   | Puntos | Puntos | Puntos |
| Pos | Equipo               | PJ       | PG       | PP       | Pts | SG   | SP   | Ratio  | PG     | PP     | Ratio  |
| --- | -------------------- | -------- | -------- | -------- | --- | ---- | ---- | ------ | ------ | ------ | ------ |
| 1   | China                | 11       | 11       | 0        | 32  | 33   | 3    | 11.000 | 881    | 627    | 1.405  |
| 2   | Estados Unidos       | 11       | 10       | 1        | 28  | 30   | 10   | 3.000  | 929    | 773    | 1.202  |
| 3   | Rusia                | 11       | 8        | 3        | 23  | 27   | 14   | 1.929  | 948    | 818    | 1.159  |
| 4   | Brasil               | 11       | 7        | 4        | 21  | 24   | 16   | 1.500  | 922    | 832    | 1.108  |
| 5   | Japón                | 11       | 6        | 5        | 19  | 23   | 19   | 1.211  | 918    | 889    | 1.021  |
| 6   | Corea del Sur        | 11       | 6        | 5        | 18  | 21   | 19   | 1.105  | 898    | 888    | 1.101  |
| 7   | República Dominicana | 11       | 6        | 5        | 17  | 22   | 21   | 1.048  | 933    | 949    | 0.983  |
| 8   | Países Bajos         | 11       | 5        | 6        | 17  | 21   | 19   | 1.105  | 890    | 865    | 1.029  |
| 9   | Serbia               | 11       | 4        | 7        | 13  | 20   | 14   | 0.833  | 927    | 954    | 0.972  |
| 10  | Argentina            | 11       | 2        | 9        | 5   | 9    | 29   | 0.310  | 736    | 890    | 0.827  |
| 11  | Kenia                | 11       | 1        | 10       | 3   | 3    | 31   | 0.097  | 590    | 835    | 0.707  |
| 12  | Camerún              | 11       | 0        | 11       | 2   | 5    | 33   | 0.152  | 670    | 912    | 0.735  |

### Primera ronda

#### Grupo A; Yokohama
| Fecha            | Hora  | Equipo 1             | Res.  | Equipo 2             | Set 1 | Set 2 | Set 3 | Set 4 | Set 5 | Total    | Reporte |
| ---------------- | ----- | -------------------- | ----- | -------------------- | ----- | ----- | ----- | ----- | ----- | -------- | ------- |
| 14 de septiembre | 12:10 | Camerún              | 0 – 3 | Rusia                | 14-25 | 15-25 | 10-25 |       |       | 39 – 75  | Reporte |
| 14 de septiembre | 15:00 | China                | 3 – 0 | Corea del Sur        | 25-21 | 25-15 | 25-14 |       |       | 75 – 50  | Reporte |
| 14 de septiembre | 19:10 | República Dominicana | 1 – 3 | Japón                | 21-25 | 11-25 | 26-24 | 14-25 |       | 72 – 99  | Reporte |
| 15 de septiembre | 12:10 | Camerún              | 0 – 3 | China                | 18-25 | 14-25 | 19-25 |       |       | 51 – 75  | Reporte |
| 15 de septiembre | 15:00 | Corea del Sur        | 1 – 3 | República Dominicana | 17-25 | 26-24 | 23-25 | 23-25 |       | 89 – 99  | Reporte |
| 15 de septiembre | 19:20 | Rusia                | 3 – 2 | Japón                | 25-11 | 23-25 | 25-27 | 25-19 | 15-7  | 113 – 89 | Reporte |
| 16 de septiembre | 12:10 | República Dominicana | 3 – 2 | Camerún              | 25-17 | 25-15 | 23-25 | 28-30 | 15-10 | 116 – 97 | Reporte |
| 16 de septiembre | 15:00 | China                | 3 – 0 | Rusia                | 25-22 | 25-16 | 25-18 |       |       | 75 – 56  | Reporte |
| 16 de septiembre | 19:20 | Japón                | 1 – 3 | Corea del Sur        | 25-23 | 19-25 | 22-25 | 25-27 |       | 91 – 100 | Reporte |
| 18 de septiembre | 12:10 | Rusia                | 3 – 0 | Corea del Sur        | 25-18 | 29-27 | 25-12 |       |       | 79 – 57  | Reporte |
| 18 de septiembre | 15:00 | China                | 3 – 0 | República Dominicana | 25-19 | 25-21 | 25-19 |       |       | 75 – 59  | Reporte |
| 18 de septiembre | 19:20 | Camerún              | 0 – 3 | Japón                | 17-25 | 17-25 | 20-25 |       |       | 54 – 75  | Reporte |
| 19 de septiembre | 12:10 | República Dominicana | 2 – 3 | Rusia                | 16-25 | 23-25 | 25-23 | 25-23 | 5-15  | 94 – 111 | Reporte |
| 19 de septiembre | 15:00 | Corea del Sur        | 3 – 0 | Camerún              | 25-21 | 25-18 | 25-18 |       |       | 75 – 57  | Reporte |
| 19 de septiembre | 19:20 | Japón                | 0 – 3 | China                | 17-25 | 10-25 | 17-25 |       |       | 44 – 75  | Reporte |

#### Grupo B; Hamamatsu
| Fecha            | Hora  | Equipo 1       | Res.  | Equipo 2       | Set 1 | Set 2 | Set 3 | Set 4 | Set 5 | Total     | Reporte |
| ---------------- | ----- | -------------- | ----- | -------------- | ----- | ----- | ----- | ----- | ----- | --------- | ------- |
| 14 de septiembre | 12:10 | Estados Unidos | 3 – 0 | Kenia          | 25-14 | 25-20 | 25-14 |       |       | 75 – 48   | Reporte |
| 14 de septiembre | 15:00 | Argentina      | 0 – 3 | Países Bajos   | 16-25 | 17-25 | 19-25 |       |       | 52 – 75   | Reporte |
| 14 de septiembre | 19:10 | Serbia         | 2 – 3 | Brasil         | 20-25 | 25-23 | 18-25 | 25-22 | 12-15 | 100 – 110 | Reporte |
| 15 de septiembre | 12:10 | Kenia          | 0 – 3 | Países Bajos   | 12-25 | 19-25 | 17-25 |       |       | 48 – 75   | Reporte |
| 15 de septiembre | 15:00 | Estados Unidos | 3 – 1 | Serbia         | 23-25 | 25-17 | 25-16 | 25-15 |       | 98 – 73   | Reporte |
| 15 de septiembre | 19:20 | Brasil         | 3 – 0 | Argentina      | 25-17 | 25-19 | 25-16 |       |       | 75 – 52   | Reporte |
| 16 de septiembre | 12:10 | Serbia         | 3 – 0 | Kenia          | 25-13 | 25-11 | 25-17 |       |       | 75 – 41   | Reporte |
| 16 de septiembre | 15:00 | Argentina      | 1 – 3 | Estados Unidos | 21-25 | 18-25 | 25-18 | 11-25 |       | 75 – 93   | Reporte |
| 16 de septiembre | 19:20 | Países Bajos   | 3 – 0 | Brasil         | 25-23 | 25-21 | 25-22 |       |       | 75 – 66   | Reporte |
| 18 de septiembre | 12:10 | Serbia         | 3 – 1 | Argentina      | 25-15 | 23-25 | 25-23 | 25-23 |       | 98 – 86   | Reporte |
| 18 de septiembre | 15:00 | Estados Unidos | 3 – 0 | Países Bajos   | 25-23 | 25-18 | 25-19 |       |       | 75 – 60   | Reporte |
| 18 de septiembre | 19:20 | Kenia          | 0 – 3 | Brasil         | 20-25 | 17-25 | 14-25 |       |       | 51 – 75   | Reporte |
| 19 de septiembre | 12:10 | Países Bajos   | 2 – 3 | Serbia         | 25-18 | 25-23 | 19-25 | 24-26 | 9-15  | 102 – 107 | Reporte |
| 19 de septiembre | 15:00 | Argentina      | 3 – 0 | Kenia          | 25-14 | 25-19 | 25-15 |       |       | 75 – 48   | Reporte |
| 19 de septiembre | 19:20 | Brasil         | 0 – 3 | Estados Unidos | 22-25 | 18-25 | 19-25 |       |       | 59 – 75   | Reporte |

### Segunda Ronda

#### Grupo A; Sapporo
| Fecha            | Hora  | Equipo 1             | Res.  | Equipo 2       | Set 1 | Set 2 | Set 3 | Set 4 | Set 5 | Total     | Reporte |
| ---------------- | ----- | -------------------- | ----- | -------------- | ----- | ----- | ----- | ----- | ----- | --------- | ------- |
| 22 de septiembre | 12:30 | República Dominicana | 3 – 0 | Kenia          | 25-17 | 25-19 | 25-19 |       |       | 75 – 55   | Reporte |
| 22 de septiembre | 15:00 | China                | 3 – 2 | Brasil         | 25-23 | 23-25 | 22-25 | 25-19 | 15-9  | 110 – 101 | Reporte |
| 22 de septiembre | 19:20 | Japón                | 2 – 3 | Estados Unidos | 24-26 | 25-22 | 21-25 | 25-23 | 8-15  | 103 – 111 | Reporte |
| 23 de septiembre | 12:30 | República Dominicana | 1 – 3 | Brasil         | 16-25 | 25-23 | 19-25 | 22-25 |       | 82 – 98   | Reporte |
| 23 de septiembre | 15:00 | China                | 3 – 0 | Estados Unidos | 25-16 | 25-17 | 25-22 |       |       | 75 – 55   | Reporte |
| 23 de septiembre | 19:20 | Japón                | 3 – 0 | Kenia          | 25-18 | 25-22 | 25-20 |       |       | 75 – 60   | Reporte |
| 24 de septiembre | 12:30 | República Dominicana | 0 – 3 | Estados Unidos | 22-25 | 23-25 | 9-25  |       |       | 54 – 75   | Reporte |
| 24 de septiembre | 15:00 | China                | 3 – 0 | Kenia          | 25-12 | 25-12 | 25-14 |       |       | 75 – 38   | Reporte |
| 24 de septiembre | 19:30 | Japón                | 0 – 3 | Brasil         | 14-25 | 21-25 | 23-25 |       |       | 58 – 75   | Reporte |

#### Grupo B; Toyama
| Fecha            | Hora  | Equipo 1      | Res.  | Equipo 2     | Set 1 | Set 2 | Set 3 | Set 4 | Set 5 | Total     | Reporte |
| ---------------- | ----- | ------------- | ----- | ------------ | ----- | ----- | ----- | ----- | ----- | --------- | ------- |
| 22 de septiembre | 11:00 | Corea del Sur | 3 – 1 | Argentina    | 25-19 | 21-25 | 25-19 | 25-9  |       | 96 – 72   | Reporte |
| 22 de septiembre | 14:00 | Camerún       | 0 – 3 | Países Bajos | 15-25 | 14-25 | 18-25 |       |       | 47 – 75   | Reporte |
| 22 de septiembre | 17:00 | Rusia         | 3 – 1 | Serbia       | 25-16 | 20-25 | 25-23 | 25-16 |       | 95 – 80   | Reporte |
| 23 de septiembre | 11:00 | Corea del Sur | 1 – 3 | Países Bajos | 19-25 | 25-21 | 22-25 | 23-25 |       | 89 – 96   | Reporte |
| 23 de septiembre | 14:00 | Camerún       | 0 – 3 | Serbia       | 22-25 | 14-25 | 17-25 |       |       | 53 – 75   | Reporte |
| 23 de septiembre | 17:00 | Rusia         | 3 – 0 | Argentina    | 25-21 | 25-16 | 25-21 |       |       | 75 – 58   | Reporte |
| 24 de septiembre | 11:00 | Corea del Sur | 3 – 1 | Serbia       | 25-21 | 25-18 | 15-25 | 25-23 |       | 90 – 87   | Reporte |
| 24 de septiembre | 14:00 | Camerún       | 2 – 3 | Argentina    | 25-21 | 25-20 | 20-25 | 20-25 | 12-15 | 102 – 106 | Reporte |
| 24 de septiembre | 18:00 | Rusia         | 3 – 0 | Países Bajos | 26-24 | 25-18 | 25-20 |       |       | 76 – 62   | Reporte |

### Tercera Ronda

#### Grupo A; Osaka
| Fecha            | Hora  | Equipo 1             | Res.  | Equipo 2     | Set 1 | Set 2 | Set 3 | Set 4 | Set 5 | Total     | Reporte |
| ---------------- | ----- | -------------------- | ----- | ------------ | ----- | ----- | ----- | ----- | ----- | --------- | ------- |
| 27 de septiembre | 12:30 | República Dominicana | 3 – 0 | Argentina    | 25-23 | 25-16 | 27-25 |       |       | 77 – 64   | Reporte |
| 27 de septiembre | 15:00 | China                | 3 – 1 | Países Bajos | 25-19 | 25-16 | 21-25 | 25-19 |       | 96 – 79   | Reporte |
| 27 de septiembre | 19:20 | Japón                | 3 – 2 | Serbia       | 21-25 | 21-25 | 25-20 | 25-20 | 15-6  | 107 – 96  | Reporte |
| 28 de septiembre | 12:30 | República Dominicana | 3 – 2 | Países Bajos | 25-23 | 25-22 | 25-27 | 18-25 | 15-4  | 108 – 101 | Reporte |
| 28 de septiembre | 15:00 | China                | 3 – 0 | Serbia       | 25-14 | 25-21 | 25-16 |       |       | 75 – 51   | Reporte |
| 28 de septiembre | 19:20 | Japón                | 3 – 0 | Argentina    | 26-24 | 25-15 | 25-14 |       |       | 76 – 53   | Reporte |
| 29 de septiembre | 12:30 | República Dominicana | 3 – 1 | Serbia       | 25-22 | 25-21 | 22-25 | 25-17 |       | 97 – 85   | Reporte |
| 29 de septiembre | 15:00 | China                | 3 – 0 | Argentina    | 25-17 | 25-14 | 25-12 |       |       | 75 – 43   | Reporte |
| 29 de septiembre | 19:20 | Japón                | 3 – 1 | Países Bajos | 25-18 | 27-25 | 24-26 | 25-21 |       | 101 – 97  | Reporte |

#### Grupo B; Osaka
| Fecha            | Hora  | Equipo 1      | Res.  | Equipo 2       | Set 1 | Set 2 | Set 3 | Set 4 | Set 5 | Total     | Reporte |
| ---------------- | ----- | ------------- | ----- | -------------- | ----- | ----- | ----- | ----- | ----- | --------- | ------- |
| 27 de septiembre | 11:00 | Corea del Sur | 3 – 0 | Kenia          | 25-15 | 25-16 | 25-21 |       |       | 75 – 52   | Reporte |
| 27 de septiembre | 14:00 | Camerún       | 0 – 3 | Brasil         | 11-25 | 17-25 | 18-25 |       |       | 46 – 75   | Reporte |
| 27 de septiembre | 18:00 | Rusia         | 2 – 3 | Estados Unidos | 26-24 | 22-25 | 22-25 | 25-17 | 8-15  | 103 – 106 | Reporte |
| 28 de septiembre | 11:00 | Corea del Sur | 3 – 1 | Brasil         | 25-23 | 18-25 | 25-20 | 25-21 |       | 93 – 89   | Reporte |
| 28 de septiembre | 14:00 | Camerún       | 0 – 3 | Estados Unidos | 19-25 | 15-25 | 5-25  |       |       | 39 – 75   | Reporte |
| 28 de septiembre | 17:00 | Rusia         | 3 – 0 | Kenia          | 25-16 | 25-21 | 25-22 |       |       | 75 – 59   | Reporte |
| 29 de septiembre | 11:00 | Corea del Sur | 1 – 3 | Estados Unidos | 21-25 | 16-25 | 25-16 | 22-25 |       | 84 – 91   | Reporte |
| 29 de septiembre | 14:00 | Rusia         | 1 – 3 | Brasil         | 26-28 | 20-25 | 25-21 | 19-25 |       | 90 – 99   | Reporte |
| 29 de septiembre | 17:00 | Camerún       | 1 – 3 | Kenia          | 15-26 | 24-26 | 25-14 | 21-25 |       | 85 – 90   | Reporte |

## Posiciones finales
| Rank              | Team                 |
| ----------------- | -------------------- |
| Medalla de oro    | China                |
| Medalla de plata  | Estados Unidos       |
| Medalla de bronce | Rusia                |
| 4                 | Brasil               |
| 5                 | Japón                |
| 6                 | Corea del Sur        |
| 7                 | República Dominicana |
| 8                 | Países Bajos         |
| 9                 | Serbia               |
| 10                | Argentina            |
| 11                | Kenia                |
| 12                | Camerún              |

| China Campeón 5º título |
| Plantel |
| Yuan Xinyue, Zhu Ting (c), Yang Hanyu, Gong Xiangyu, Wang Yuanyuan, Zeng Chunlei, Zhang Changning, Liu Xiaotong, Yao Di, Li Yingying, Zheng Yixin, Lin Li, Ding Xia, Yan Ni, Wang Mengjie, Liu Yanhan |
| Entrenador |
| Lang Ping |